# Barkol
Huyện tự trị dân tộc Kazak-Barköl  (tiếng Trung: 巴里坤哈萨克自治县; bính âm: Bālǐkūn Hāsàkèzú Zìzhìxiàn, Hán Việt: Ba Lý Khôn Cáp Tát Khắc tự trị huyện; tiếng Uyghur: باركۆل قازاق
ئاپتونوم ناھىيىسى, đã Latinh hoá: Barköl Qazaq Aptonom Nahiyisi, n.đ. 'Barkɵl K̡azak̡ Aptonom Nah̡iyisi', (tiếng Kazakh: باركول قازاق اۆتونوميالى اۋدانى Баркөл Қазақ аутономиялық ауданы) là một huyện tự trị của địa khu Hami, khu tự trị Tân Cương, Trung Quốc. Huyện có biên giới phía bắc với Mông Cổ.

## Thành phần dân tộc năm 2000
| Dân tộc | Dân cư | Tỷ lệ  |
| ------- | ------ | ------ |
| Hán     | 55,169 | 64.18% |
| Kazak   | 29,236 | 34.01% |
| Mông Cổ | 1,173  | 1.36%  |

## Hành chính
Huyện tự trị Barkol được chia thành 12 đơn vị hành chính cấp hương bao gồm 5 trấn và 7 hương. Ngoài ra còn có 4 đơn vị ngang cấp hương khác.
- Trấn: Ba Lý Khôn (巴里坤镇), Bác Nhĩ Khương Cát (博尔羌吉镇), Đại Hà (大河镇), Khuê Tô (奎苏镇), Tam Đường Hồ (三塘湖镇)
- Hương: Tát Nhĩ Kiều Khắc (萨尔乔克乡), Hải Tử Duyên (海子沿乡), Hạ Lạo Bá (下涝坝乡), Thạch Nhân Tử (石人子乡), Hoa Viên (花园乡), Đại Hồng Liễu Hạp (大红柳峡乡), Bát Tường Tử (八墙子乡)

Đơn vị ngang cấp hương khác:
- Khu chăn nuôi gây giống tốt (良种繁育场)
- Nông trường binh đoàn Hồng Sơn (兵团红山农场)
- Khu khai phát Hoàng Thổ (黄土场开发区)
- Khu khai phát Sơn Nam Barkol (巴里坤县山南开发区)